# Pyxine caesiopruinosa
Pyxine caesiopruinosa är en lavart som först beskrevs av Edward Tuckerman, och fick sitt nu gällande namn av Imshaug. Pyxine caesiopruinosa ingår i släktet Pyxine och familjen Physciaceae.   Inga underarter finns listade i Catalogue of Life.